# Сергеева, Алина Андреевна
Али́на Андре́евна Серге́ева (род. 1983, Челябинск, РСФСР, СССР) — российская актриса. Училась в Челябинской театральной школе, в 2004 году окончила РАТИ (мастерская Г. Хазанова). Работала в Центре драматургии и режиссуры п/р А. Казанцева и М. Рощина, Школе драматического искусства, Театре Антона Чехова, Независимом Театральном Проекте, Театре на Малой Бронной. Сыграла главные роли в фильмах «Слушая тишину» и «Квартирантка».

## Роли в театре
Независимый театральный проект
- 2005 — «Госпиталь "Мулен Руж"»[1] Дани Лоран — Луиза

Другие театры
- Три сестры — Корделия
- Ужин с дураком — Марлен
- Госпиталь «Мулен Руж» — Луиза
- Сексуальные неврозы наших родителей — Дора
- Пойдём, нас ждёт машина... — Юля
- Горячее сердце — Параша
- Смерть Тарелкина — Мавруша, кухарка

## Фильмография
- 2006 — Слушая тишину — Настя Беляева, главная роль
- 2008 — Квартирантка — учительница Рита Лесина, главная роль
- 2008 — Оружие — Женя, дочь конструктора Лобутинского, главная роль
- 2009 — Дольше века — Полина Репина, жена Клима Державина, главная роль
- 2009 — Самая лучшая бабушка — Нина
- 2009 — Снайпер. Оружие возмездия — Алеся Микульчик
- 2010 — Покушение — Жанна Бергер ("Джан"), главная роль
- 2011 — Всё к лучшему — Евгения Сёмина, главная роль
- 2011 — Терминал — Аня
- 2012 — Обучаю игре на гитаре — Марта Ивашова, главная роль
- 2012 — Пять лет и один день — Мирослава, главная роль
- 2013 — Культ — Анна
- 2013 — Напрасная жертва — Нина Савельева, главная роль
- 2013 — Отдать концы — Настя, главная роль
- 2013 — Я оставляю вам любовь — Лея, главная роль
- 2013 — Я рядом — Лидия, главная роль
- 2014 — Наследие — Анастасия Ольшанская
- 2014 — Сын за отца — Нина Теодоради
- 2016 — Любимая учительница — Ульяна Сергеевна, главная роль
- 2018 — Одна на двоих — Ольга, главная роль
- 2018 — Любовь под микроскопом — Анна, главная роль
- 2019 — Подлежит уничтожению — Лиза Москвина
- 2019 — Без колебаний — Дина Гринько — главная роль
- 2020 — Эксперт — Анна Владимировна Воскресенская, следователь, майор
- 2020 — Объятия лжи — Нана Волошина — главная роль
- 2020 — Почти вся правда — Анна Сотникова — главная роль

## Награды
- Диплом жюри за лучший актёрский дебют в фильме «Слушая тишину» на фестивале российского кино «Окно в Европу» (2007).
- Приз «Лучший женский дебют» в фильме «Слушая тишину» на XVI фестивале актёров кино «Созвездие-2008» (Тверь).